# Think for Yourself
Think For Yourself é uma canção dos Beatles, lançada no álbum Rubber Soul em 1965. É cantada e composta por George Harrison e é uma espécie de advertência contra a ouvir mentiras, ao contrário do errado conceito de que era sobre a sua então namorada Pattie Boyd. Essa canção é um notável exemplo de um uso de fuzzbox sobre um baixo elétrico.

## Ficha técnica
De acordo com Ian MacDonald:
- George Harrison – vocal, guitarra
- John Lennon – vocal de apoio, órgão Vox Continental[2]
- Paul McCartney – vocal de apoio, baixo, fuzz bass
- Ringo Starr – bateria, pandeiro, maracas